# Ring (песня Карди Би)
«Ring» (с англ. — «Дзынь») — песня американской хип-хоп исполнительницы Карди Би, записанная при участии певицы Кейлани. Песня была отправлена на американские радиостанции 28 августа 2018 года в качестве пятого сингла с альбома рэперши Invasion of Privacy. Песня смогла добраться до двадцать восьмой строчки чарта Billboard Hot 100.
Музыкальное видео на песню, снятое Майклом Хо, было выпущено 20 августа 2018 года.

## Чарты

### Еженедельные чарты
| Чарт (2018)                           | Пиковая позиция |
| ------------------------------------- | --------------- |
| Канада (Billboard Canadian Hot 100)   | 61              |
| Новая Зеландия (RMNZ Hot Singles)     | 27              |
| США (Billboard Hot 100)               | 28              |
| США (Billboard Hot R&B/Hip-Hop Songs) | 17              |
| США (Billboard Rhythmic)              | 2               |

### Годовые чарты
| Чарт (2018)                           | Позиция |
| ------------------------------------- | ------- |
| США (Billboard Hot R&B/Hip-Hop Songs) | 61      |
| США (Billboard Rhythmic)              | 40      |

## Продажи и сертификации
| Регион | Сертификация  | Продажи   |
| --- | ------------- | --------- |
| Канада (Music Canada) | Золотой       | 40 000    |
| США (RIAA) | 2× Платиновый | 2 000 000 |
| * Данные о продажах приведены только на основе сертификации. · ^ Данные о тиражах приведены только на основе сертификации. · Данные о продажах + прослушиваниях приведены только на основе сертификации. |               |           |